# Lammgam
Lammgam (Gypaetus barbatus) är en gam som förekommer i bergiga områden i Asien, Afrika och södra Europa. Den placeras som ensam art inom släktet Gypaetus, inom familjen hökartade rovfåglar, och är i motsats till de flesta gamar befjädrad på huvud och hals. Globalt bedöms populationen av lammgam som livskraftig, men i exempelvis Europa och södra Afrika är den hotad.

## Utseende
Lammgamen blir 105–125 cm lång och har ett vingspann på 235–275 cm. Den väger 4,5–7,1 kg. Lammgamen har mycket långa vingar med unikt spetsiga vingar för att vara en så stor rovfågel. Arten har en lång kilformad stjärt som är tydligt längre än vingbredden och den har en nästan falkliknande flyktsilhuett. Den flyger ofta på stela vingar som hålls plant ut från kroppen, för att endast ibland kupas något nedåt.
Ovansidan hos adult fågel är blygrå med ljusa fjäderskaft. Ving- och stjärtundersida är gråbruna med mycket mörka undre vingtäckare. Kroppsundersida och huvud är ljusa med varierande sandbeige till mättat rostbeige ton vilket den anlägger genom sandbad. Den har en svart ansiktsmask som övergår i en "slokmustasch" som hänger ned bakom den kraftiga ljusa näbben.
Juvenilen har en mer kompakt flyktsilhuett med trubbigare vingspets och kortare stjärt. Den är övervägande solkigt gråsvart med kontrasterande mörkt huvud, och mörka ving- och stjärtpennor. Lammgamen anlägger adult dräkt efter cirka 5 år och subadulta fåglar behåller juvenilens mörka huvud ganska länge.

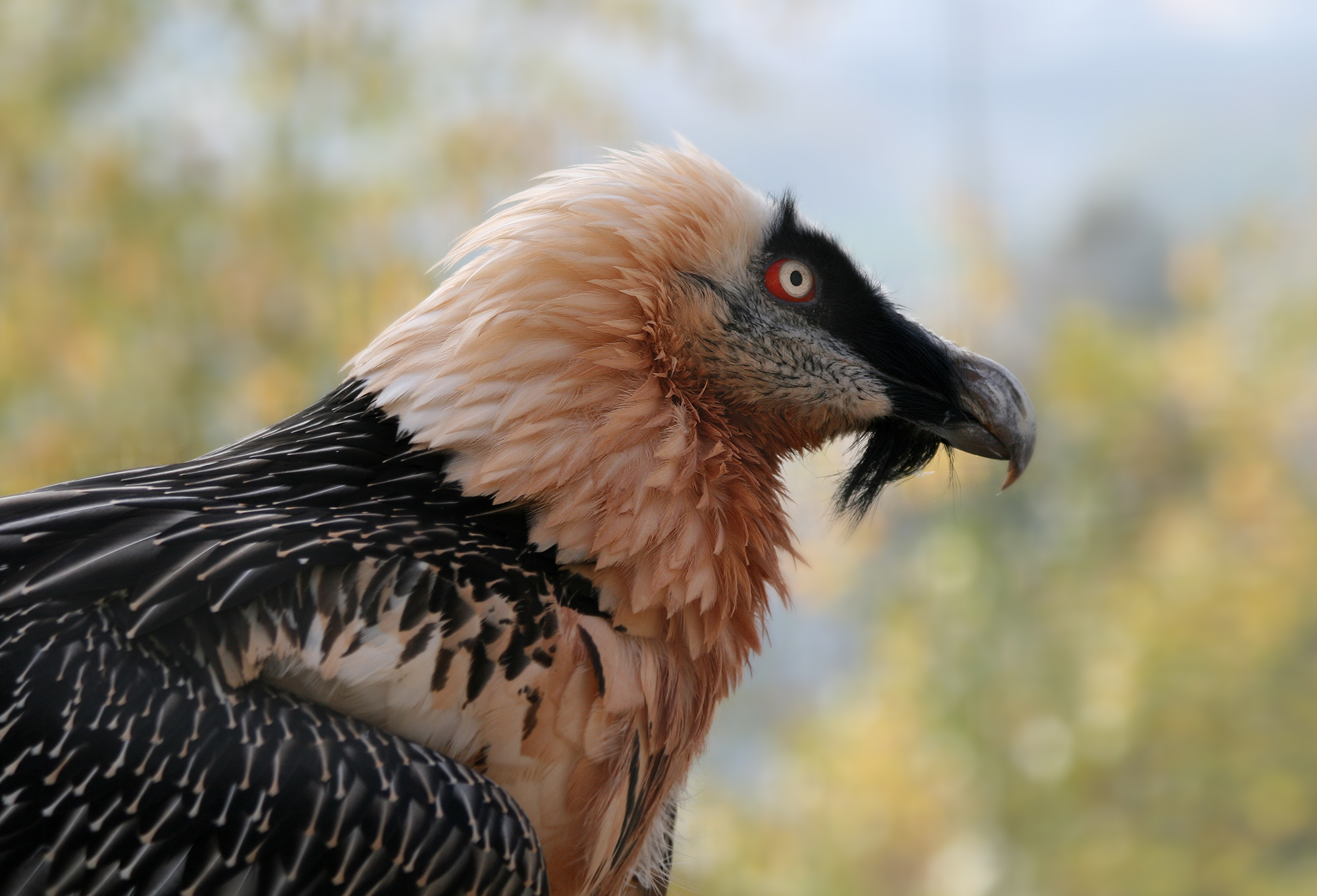
Adult – notera det ljusa ansiktet med svart ögonmask och "slokmustasch".
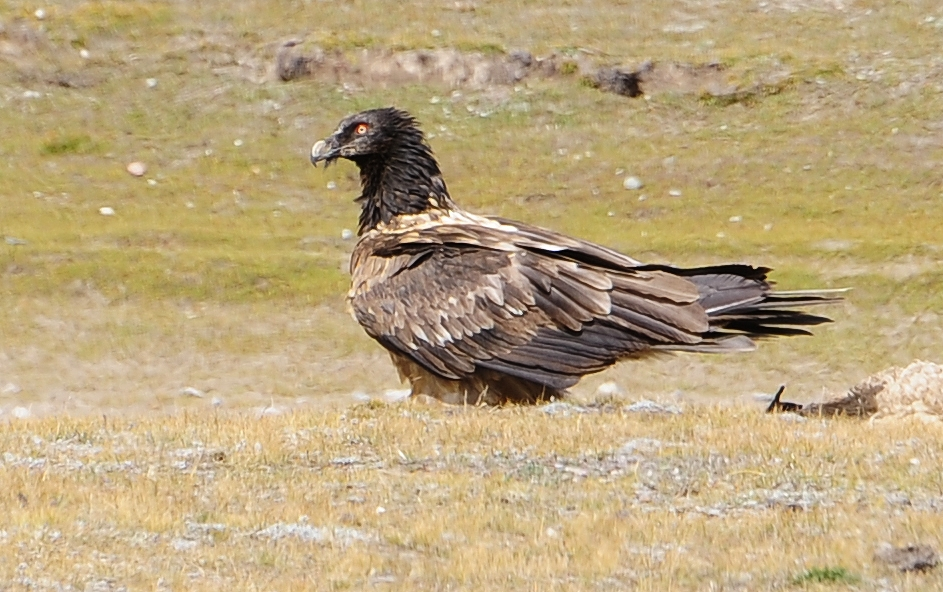
Subadult i Tibet – notera det mörka huvudet och den gråbrunsolkiga fjäderdräkten.
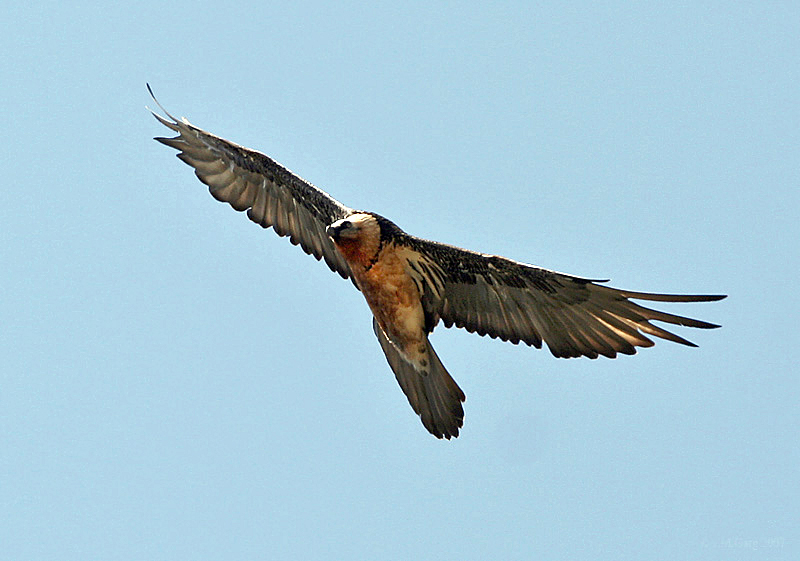
Adult i flykten – notera den långa spetsiga vingen och den långa kilformade stjärten.

## Läten
Lammgamen är vanligtvis tyst, men under häckningen kan den i spelflykt yttra visslande och gälla toner eller en drill.

## Utbredning och systematik

### Utbredning
Lammgamen förekommer i bergiga områden i södra Europa, i Afrika och i centrala västra Asien så långt österut som till centrala och nordöstra Kina. Över hela utbredningsområdet förekommer den lokalt. Den är en stannfågel men har mycket stora revir och juveniler genomför långa vandringar.
I södra Europa förekommer den sällsynt i delar av Pyrenéerna, det alpina gränsområdet mellan Schweiz, Frankrike och Italien, Korsika samt Kreta och vissa bergstrakter i norra Grekland. På de nämnda europeiska lokalerna är den som regel stannfågel, men södra delen av centrala Kreta besöks vintertid av lammgamar från andra områden. Många av individerna i Alperna är uppfödda och utplanterade. Närmast Europa häckar den i större delen av Turkiet samt i delar av västra Atlasbergen.

### Underarter
| Ägg av G. b. aureus till vänster och G. b. meridionalis till höger. Specimen från Muséum de Toulouses samlingar. |  | Ägg av G. b. aureus till vänster och G. b. meridionalis till höger. Specimen från Muséum de Toulouses samlingar. |
| Ägg av G. b. aureus till vänster och G. b. meridionalis till höger. Specimen från Muséum de Toulouses samlingar. |  | |

Lammgamen delas upp i två distinkta underarter med olika utbredning:
- Gypaetus barbatus barbatus (inkl. aureus och hemachalanus) – förekommer i bergsområden från södra Europa och nordvästra Afrika till centrala och nordöstra Kina.
- Gypaetus barbatus meridionalis – förekommer lokalt i östra och södra Afrika samt på sydvästra Arabiska halvön.

### Släktskap
Länge placerades lammgamen i underfamiljen gamla världens gamar (Aegypinae). DNA-studier visar dock att detta är felaktigt. Istället är den tillsammans med palmgam (Gypohierax angolensis) och smutsgam (Neophron percnopterus) närmast släkt med klätterhökarna (Polyboroides) och på lite längre avstånd snarare arter som bivråk, bazor (Aviceda) och svalstjärtsglada (Elanoides forficatus).

## Ekologi

### Föda

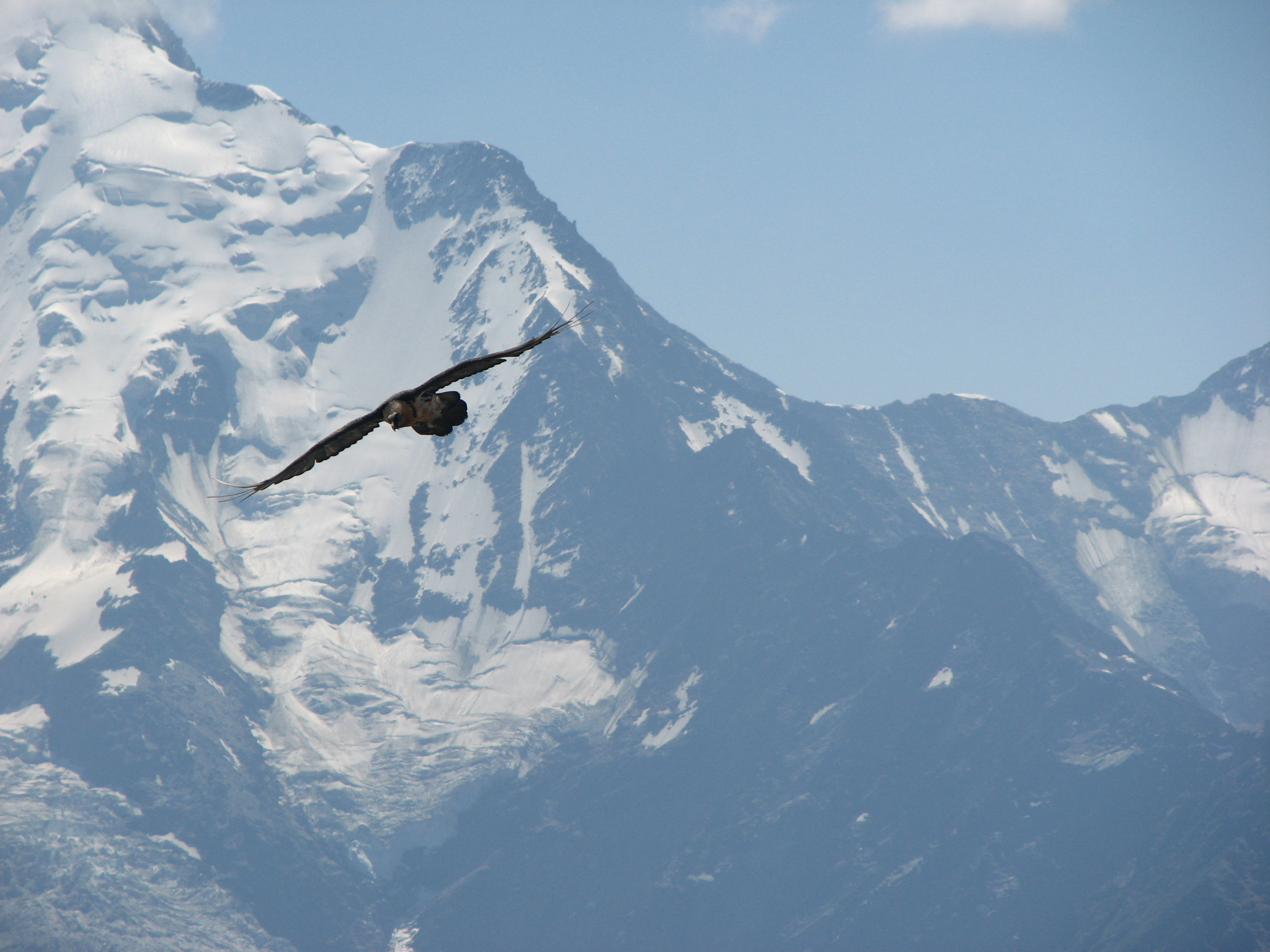
Lammgamen födosöker över mycket stora områden och patrullerar ofta sitt revir på stela plana vingar.

Lammgamen födosöker över mycket stora områden och dagsflygningar på upp till 700 km finns dokumenterade. Den förflyttar sig främst genom glidflykt. Födan består främst av as, och då främst ben som kan uppgå till 85% av dess födointag. Lammgamen är specialiserad på den näringsrika benmärgen som finns inuti ben och den äter benen antingen hela, krossar dem med näbben, bankar dem mot berget eller släpper dem från 50–80 meters höjd så att benen splittras. Utöver ben från kadaver består dess föda främst av sköldpaddor, men även mindre däggdjur och fåglar som den dödar. Sköldpaddor och mindre däggdjur dödas också genom att släppas från hög höjd. Den väntar ofta ut andra gamar istället för att konkurrera om kadaver. Det förekommer att den födosöker på soptippar och i Etiopien även i urbana områden.

### Häckning och livslängd
Lammgamen bygger ett mycket stort bo med ett genomsnitt på ungefär en meter i diameter vilket återanvänds år efter år. Det placeras på otillgängliga klippavsatser med överhäng, i klippskrevor, eller i grottor. Boet byggs av grenar och fodras med kvarlevor av djur som skinn och ull, men även avföring och ibland även skräp från människor. I Europa och norra Afrika inträffar häckningen från december till september, i Etiopien från oktober till maj, i södra Afrika från maj till januari, i Indien från december till juni och i merparten av östra Afrika kan den häcka året om. Paret bildar livslånga förhållanden. I fångenskap har lammgamar blivit uppemot 40 år gamla.

## Lammgam och människan

### Status och hot
Den globala populationen av lammgam minskar, men arten förekommer över ett så stort område och populationen är så pass stor att den av IUCN bedöms som livskraftig. 2004 uppskattade Birdlife International den globala populationen till 2 000–10 000 individer. Den största populationen förekommer i Etiopien och uppskattades i början av 1990-talet till 1 400–2 200 häckande par. Vissa populationer har minskat kraftigt och exempelvis är populationen av lammgam i södra Afrika kategoriserad som starkt hotad (EN). En studie av den populationen från 2004 uppskattade antalet till endast 71 häckande par. För 200 år sedan förekom lammgamen över hela södra Europas bergiga områden, från västra Spanien till Balkan men idag är den sällsynt. Populationens kraftiga minskning gör lammgamen till en av Europas mest hotade arter. Detta har bland annat resulterat i ett internationellt avelsprojekt som placerar ut uppfödda individer på fyra orter i Alperna. Projektet har pågått sedan 1990-talet och resulterat i att de alpina populationerna 2013 uppgick till cirka 100 individer. Idag uppskattas den europeiska populationen, vilket inkluderar Turkiet och Europeiska Ryssland, till 600–1 000 par, där cirka 100 par häckar i Pyreneerna, 8 par på Korsika, 9–10 par på Kreta och den återintroducerade populationen i Alperna som idag består av 20 par.
Främsta hoten mot arten är förgiftning (främst på grund av att arten är en toppredator), förföljelse av människan, habitatförstöring, olika former av störningar vid häckningsplatser av exempelvis klättrare, fallskärmshoppare och fotografer. Lammgamar dödas också genom kollisioner med kraftledningar och vindturbiner.
En förgiftningsorsak är det vanliga inflammationshämmande läkemedlet diklofenak, vilket är dödligt för alla gamar. Läkemedlets användning som veterinärmedicin i södra och sydöstra Asien anses ha orsakat cirka 40 miljoner gamars död, i samband med att de ätit av kadaver från tamboskap som behandlats med medicinen. Numera har diklofenak förbjudits som veterinärmedicin i Sydasien, men det har samtidigt gjorts lagligt inom EU. Farhågor finns för vad detta kommer att innebära för Europas gamar – inklusive lammgamen.

### Namn
Lammgamens släktnamn Gypaetos är identiskt med artens grekiska trivialnamn (Γυπαετός). Det är sammansatt av orden gypa ('gam') och aetos ('örn') – "gamörn".
Lammgamens mindre typiska gamutseende märks i namngivningen på vissa språk där den inte alls kallas för "gam". På portugisiska heter den quebra-osso ("benknäckaren"), på spanska quebrantahuesos och på franska gypaète barbu ('skäggig gypaetus').

### I kulturen
I grekiska versioner av Gamla Testamentet översätts hebreiskans ord för lammgam, peres, till "grip". Den örn-/falkliknande lammgamen, som i motsats till de flesta gamar har fjädrar på hals och huvud, har även (jämte bland annat gåsgamen) kopplats samman med myten om Prometheus.